# سحيتا
سحيتا هي قرية سورية في مرتفعات الجولان. كانت واحدة من ستة قرى سورية بقيت مأهولة بعد حرب 1967. وتقع بالقرب من الخط البنفسجي الفاصل بين القوات السورية وقوات الاحتلال.
انخفض عدد سكان القرية من 200 عام 1960 إلى 176 بعد الاحتلال عام 1967، حيث دمرت القرية جزئيا وأنشئت محطة عسكرية في القرية. دمرت القرية كليا خلال الفترة 1971-72 وأجبر السكان على الإنتقال إلى قرية مسعدة المجاورة. وما زال السكان المهجرون يطالبون بالعودة إلى القرية حتى الآن.